# TezJet Airlines
TezJet Airlines è una compagnia aerea domestica del Kirghizistan.

## Storia
TezJet Airlines è stata fondata il 23 aprile 2013 e ha iniziato le operazioni nell'agosto 2014 dopo aver ricevuto il suo primo aeromobile (un BAe 146 con marche EX-27002 da Avia Traffic Company). La compagnia aerea ha il suo hub principale presso l'aeroporto Internazionale di Manas e la sua flotta comprende due BAe 146 e un McDonnell Douglas MD-83.

## Destinazioni
Al 2022, TezJet Airlines opera verso sei destinazioni all'interno del Kirghizistan.

## Flotta

### Flotta attuale
A dicembre 2022 la flotta di TezJet Airlines è così composta: